# Шайо (квартал Парижа)
Шайо́ (фр. Chaillot) — квартал в центре Парижа на правом берегу Сены в 16-м округе на холме Шайо. Здесь расположены: дворец Шайо, национальный театр Шайо, церковь святого Пьера, улица Шайо (до 1860 года — главная улица предместья (городка) Шайо).
Место смерти Поля Барраса, деятеля Великой Французской революции и Термидорианского строя.
Впервые название «Шайо» упоминается в XI веке. В средние века это была деревня с единственной улицей, окружённая виноградниками. С 1659 года официально считается пригородом Парижа, а с 1860 года входит в его состав.